# Holger Karow
Holger Andreas Karow (* 3. Dezember 1965 in Hamburg) ist ein deutscher Segelflieger, Berufspilot, Fluglehrer, Kommentator und Flugcoach aus Ergolding. In seiner sportlichen Karriere wurde er 1999, 2003 und 2016 Weltmeister im Streckensegelflug.

## Leben
Am 3. Dezember 1965 wurde Karow in Hamburg-Harburg geboren und wuchs dort auf. Bevor er sich der Fliegerei zuwendete, schwamm er in seiner Jugend für den TuS Harburg und errang unter anderem bei den Hamburger Stadtmeisterschaften einen dritten und bei den norddeutschen Meisterschaften einen siebten Platz. Parallel dazu baute er sich ab einem Alter von acht Jahren erste Bezugspunkte zum Fliegen auf, indem er sich im Modellbau versuchte, wobei er von seinem Vater unterstützt wurde. Am 1. August 1980 im Alter von 14 Jahren begann er schließlich in der Fischbeker Heide mit der Segelflugausbildung beim Segelflug-Club Fischbek e.V. (SFC). Seit diesem Zeitpunkt hat er mehr als 22.500 Flugstunden zusammengetragen, davon sind rund 5000 Stunden dem Segelflug zuzuschreiben.
Durch seinen Beruf als Verkehrspilot wechselte er mehrmals den Wohnort und lebt mittlerweile seit 1997 mit seiner Familie in Ergolding im Landkreis Landshut.
Neben der Berufsfliegerei und dem Segelflugleistungssport betätigte sich Karow als Kommentator von Segelflugwettbewerben, als ehrenamtlicher Fluglehrer in Vereinen und als Coach.

## Sportliche Erfolge

### Juniorenmeisterschaften
Bei Juniorenmeisterschaften war Holger Karows größter Erfolg der Titel des Deutschen Meisters 1988 in der Standardklasse.
| Wettbewerb  | Jahr | Ort                   | Klasse         | Platzierung | Flugzeugtyp |
| ----------- | ---- | --------------------- | -------------- | ----------- | ----------- |
| DM Junioren | 1985 | Hammelburg            | Clubklasse     | 5. Platz    | ASW 19      |
| DM Junioren | 1988 | Aachen                | Standardklasse | 1. Platz    | LS4         |
| DM Junioren | 1989 | Reinheim              | Standardklasse | 2. Platz    | Discus      |
| EM Junioren | 1989 | Cambrais (Frankreich) | Standardklasse | 3. Platz    | Discus      |

### Deutsche Meisterschaften
Holger Karow flog bei insgesamt 17 Deutschen Meisterschaften in der Standard-, der Offenen und zuletzt der 18-Meter-Klasse mit. Dabei wurde er fünfmal Meister und zweimal Drittplatzierter.
| Jahr | Ort             | Klasse          | Platzierung | Flugzeugtyp                      |
| ---- | --------------- | --------------- | ----------- | -------------------------------- |
| 1986 | Marpingen       | Standardklasse  | 12. Platz   | DG 300                           |
| 1988 | Aalen-Elchingen | Standardklasse  | 21. Platz   | LS4                              |
| 1990 | Bückeburg       | Standardklasse  | 10. Platz   | Discus                           |
| 1992 | Mengen          | Standardklasse  | 6. Platz    | Discus                           |
| 1994 | Neustadt-Glewe  | Standardklasse  | 1. Platz    | Discus                           |
| 1996 | Lüsse           | Standardklasse  | 28. Platz   | Discus                           |
| 1998 | Mengen          | Offene Klasse   | 1. Platz    | Nimbus 4M                        |
| 2000 | Mengen          | Offene Klasse   | 6. Platz    | Nimbus 4M                        |
| 2002 | Klippeneck      | Offene Klasse   | 1. Platz    | Nimbus 4M                        |
| 2005 | Lüsse           | Offene Klasse   | 4. Platz    | Nimbus 4M                        |
| 2007 | Lüsse           | Offene Klasse   | 3. Platz    | Nimbus 4M                        |
| 2009 | Mengen          | Offene Klasse   | 1. Platz    | Nimbus 4M                        |
| 2011 | Lüsse           | Offene Klasse   | 3. Platz    | Nimbus 4M                        |
| 2013 | Mengen          | Offene Klasse   | 5. Platz    | Quintus                          |
| 2015 | Stendal         | Offene Klasse   | 6. Platz    | EB 29D (Co-Pilot: Florian Karow) |
| 2017 | Stendal         | Offene Klasse   | 12. Platz   | Quintus                          |
| 2019 | Marpingen       | 18-Meter-Klasse | 1. Platz    | JS3 Rapture                      |

### Europameisterschaften
Die beste Platzierung von Holger Karow bei einer Europameisterschaft war ein zweiter Platz 2004 in Nitra.
| Jahr | Ort                     | Klasse         | Platzierung | Flugzeugtyp |
| ---- | ----------------------- | -------------- | ----------- | ----------- |
| 1996 | Räyskällä (Finnland)    | Standardklasse | 6. Platz    | Discus      |
| 2000 | Lüsse                   | Offene Klasse  | 3. Platz    | Nimbus 4M   |
| 2004 | Potciunai (Litauen)     | Offene Klasse  | 2. Platz    | Nimbus 4M   |
| 2005 | Nitra (Slowakei)        | Offene Klasse  | 4. Platz    | Nimbus 4M   |
| 2017 | Lasham (Großbritannien) | Offene Klasse  | 4. Platz    | EB29DE      |

### Weltmeisterschaften
Holger Karow wurde dreimal Weltmeister, wovon ihm zwei Titel in der Offenen Klasse und ein Titel in der 18-Meter-Klasse (Grand-Prix-Finale) gelangen.
| Jahr | Ort                       | Klasse                              | Platzierung | Flugzeugtyp    |
| ---- | ------------------------- | ----------------------------------- | ----------- | -------------- |
| 1995 | Omarama (Neuseeland)      | Offene Klasse                       | 7. Platz    | Nimbus 4M      |
| 1999 | Bayreuth                  | Offene Klasse                       | 1. Platz    | Nimbus 4M      |
| 2001 | Mafikeng (Südafrika)      | Offene Klasse                       | 5. Platz    | Nimbus 4M      |
| 2003 | Leszno (Polen)            | Offene Klasse                       | 1. Platz    | Nimbus 4M      |
| 2006 | Eskilstuna (Schweden)     | Offene Klasse                       | 6. Platz    | Nimbus 4M      |
| 2008 | Lüsse                     | Offene Klasse                       | 5. Platz    | Nimbus 4M      |
| 2010 | Szeged (Ungarn)           | Offene Klasse                       | 10. Platz   | Nimbus 4M      |
| 2012 | Uvalde (USA)              | Offene Klasse                       | 12. Platz   | Quintus        |
| 2016 | Potchefstroom (Südafrika) | 18-Meter-Klasse (Grand-Prix-Finale) | 1. Platz    | JS1 Revelation |

### Andere Erfolge
Holger Karow wurde dreimal von Hotel-Unternehmer Barron Hilton zu dessen Barron Hilton Cup auf die Flying-M-Ranch (in Wüste von Nevada und Kalifornien) eingeladen.

## Beruflicher Werdegang
Holger Karow studierte an der FH Hamburg und machte dort einen Bachelor im Flugzeugbau. Im Jahr 1993 begann er schließlich die Ausbildung zum Berufspiloten an der DVH Deutsche Verkehrsfliegerschule am Hamburg Airport. Das erste Verkehrsflugzeug, das Karow auf Linie flog, war ab 1995 eine Saab 340 bei der Deutschen BA. In dieser Airline flog er ab 1997 außerdem eine Boeing 737 und stieg auf diesem Muster 1999 in den Rang des Flugkapitäns auf. Ab 2008 flog Karow für Air Berlin, die die Deutsche BA zuvor aufgekauft hatte. Unter dem neuen Arbeitgeber schulte Karow 2015 ein drittes Mal erfolgreich auf einen neuen Flugzeugtypen, den Airbus 320, um. Nach der Pleite von Air Berlin heuerte er ab 2017 bei Eurowings Europe an. Seit 2019 fliegt Holger Karow für Germanwings.